# Sarosa notata
Sarosa notata är en fjärilsart som beskrevs av Butler 1876. Sarosa notata ingår i släktet Sarosa och familjen björnspinnare. Inga underarter finns listade.